# 狙如

圖出自《古今圖書集成·博物彙編·禽蟲典·第一百二十四卷》。

狙如，中國古代一種妖獸，是一種鼠狀災獸，樣子像鼣鼠、白耳朵、白嘴巴，它出現的地方即有兵亂。在《山海經·中次十一經》中有記載。
狙如外形似梧鼠但耳與嘴卻是白的，不同於梧鼠（鼣鼠），其毛皮可做裘衣。據《中國古代動物學史》認為狙如為艾鼬。

## 文化
狙如也曾被用於遊戲幻想三國志之中。
日本的獸拳戰隊亦將狙如引為反派幻獸拳的成員之一。

## 相關
- 中國妖怪列表